# Abatocera subirregularis
Abatocera subirregularis är en skalbaggsart som beskrevs av Stefan von Breuning 1954. Abatocera subirregularis ingår i släktet Abatocera och familjen långhorningar.
Artens utbredningsområde är Sulawesi. Inga underarter finns listade i Catalogue of Life.